# Tito Scaiano
Juan Cesar "Tito" Scaiano (Argentina, 1945) é um químico argentino. Em 1975 visitou o Canadá e representou seu país de origem na National Research Council, mais tarde, desenvolveu um programa que estuda a reação orgânica a partir de técnicas a laser. Logo, se tornou professor de química da Universidade de Ottawa.
Atualmente, em um grupo de pesquisas argentino envolve-se em fotolitografia e nanopartículas. Desde então, ganhou muitos prêmios internacionais por seu trabalho em fotoquímica, tais como a Medalha Memorial Rutherford em 1983 e a Medalha Henry Marshall Tory em 1995. Em 2005, foi nomeado pela Ordem do Canadá:
| “ | Juan Scaiano é um dos químicos mais eminentes do Canadá. Seu trabalho tem moldado o campo da química orgânica nos últimos 25 anos, e seu impacto se estendeu para a farmácia, a microeletrônica e as indústrias de papel e celulose. Um especialista de renome na área da fotoquímica, pioneiro no uso de lasers para estudar e medir as reações orgânicas. Mostrou-se bem como professor na Universidade de Ottawa [...] alimenta seus alunos com seu espírito criativo, sua comunicação e seu senso de responsabilidade. | ” |